# キリスト教における救済

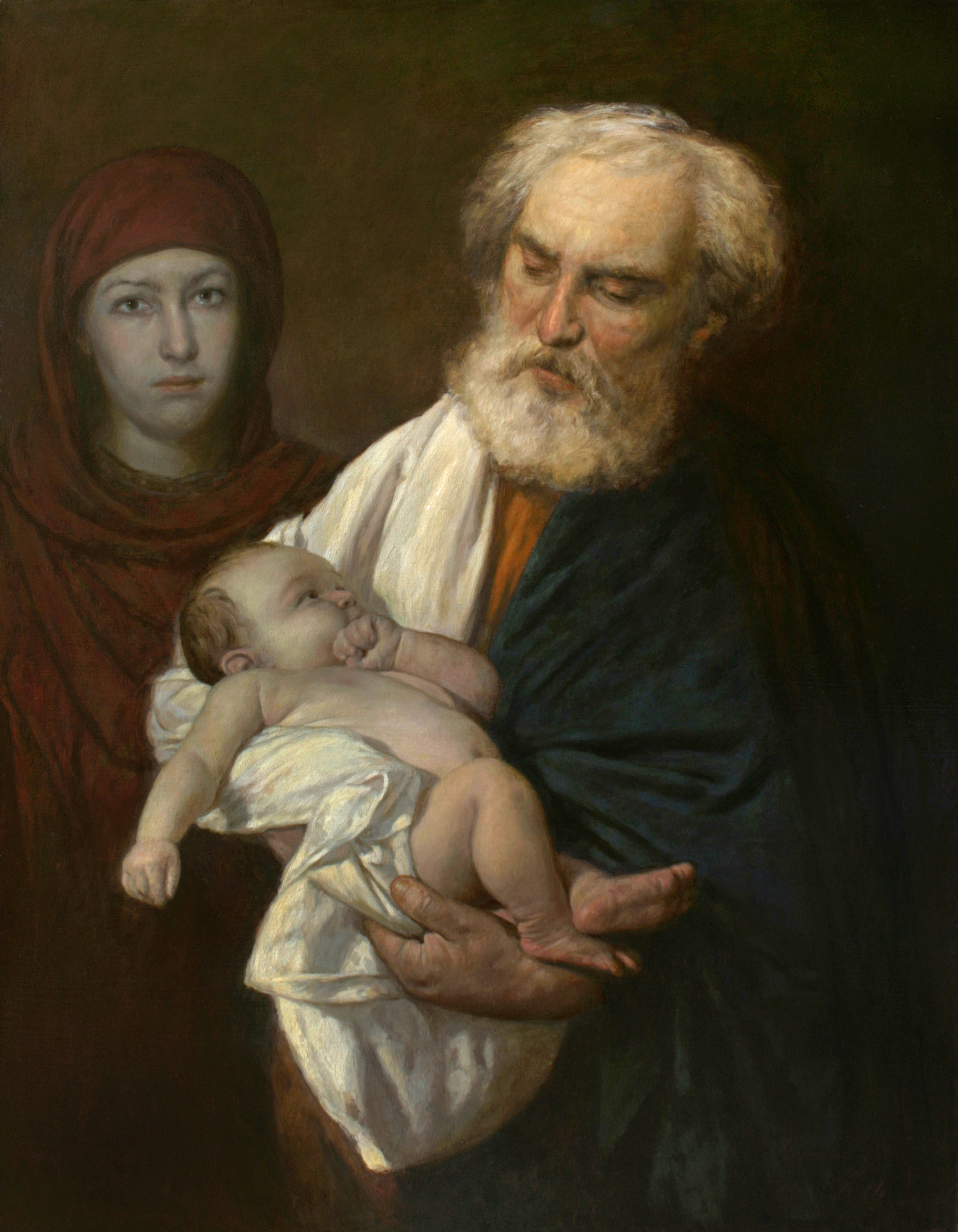
抱神者シメオンが幼子イエスに言った: 「私の目はあなたの救いを見ました。それはすべての民の前に備えられたものです。それは異邦人を照らす光、あなたの民イスラエルの栄光です」 (ルカ福音書 2:30-32)

キリスト教における救済（キリストきょうにおけるきゅうさい、英:Salvation in Christianity）とは、キリストの死と復活によって人類が罪とその結果―死や神からの分離を含む―から救われること、そしてこの救済によって義とされ、正当化されることである。
イエスの死が人類の罪の償いであるという考えは、キリスト教の聖書に記録され、パウロの書簡と福音書で詳しく述べられている。パウロは、信者がイエスの死と復活にあずかることで救われると考えた。初期のキリスト教徒は、イエスの犠牲的な死とその後の昇天を通して、ユダヤ人と異邦人の両方に開かれた神との新しい契約に参加しているとみなしていた。
人類の救済におけるイエスの人格と犠牲的役割に関する初期キリスト教の信仰は、教父、中世の著述家、現代の学者によって、身代金理論(英語版)、キリスト勝利理論(英語版)、再現理論、充足理論(英語版)、刑罰的代償理論(英語版)、道徳的影響理論(英語版)などのさまざまな贖罪理論でさらに詳しく説明されてきた。
罪と堕落（人類の罪深い性質）、義化、浄化（罪の結果を取り除く神の手段）、そして贖罪（イエスの苦しみ、死、そして復活を通して罪を赦す、あるいは免除すること）の相反する定義を含め、救済（救済論）に関する多様な見解は、さまざまなキリスト教教派を分断する主な断層の一つとなっている。

## 定義と範囲
キリスト教における救済、あるいは解放や贖罪とは、キリストの死と復活によって「人類が死と、神からの分離から救われること」である。
キリスト教の救いは、贖罪そのものだけでなく、信仰、洗礼、従順など、どのようにこの救いにあずかるかという問題、そしてこの救いが個人的なものなのか普遍的なものなのかという問題にも関係している。さらに、来世に関する問題、例えば「天国、地獄、煉獄、魂の眠り、消滅」などにも関係している。さまざまな教派間の分断には、罪、義化（義認）、贖罪の定義の矛盾が含まれている。

## 罪
西洋（東方正教と区別）のキリスト教のハマルティオロジー(英語版)（罪に対するキリスト教の見解）は、罪を、神とキリスト教聖書の法を軽蔑し、他者を傷つけることによって神に反抗する行為と説明している。それは人間の邪悪な行為であり、人間の理性的な性質だけでなく、神の性質と永遠の法にも違反している。ヒッポのアウグスティヌスの古典的な定義によると、罪は「神の永遠の法に反する言葉、行為、または欲望」であるとされる。
キリスト教の伝統では、罪は人間の存在の基本的な側面であり、原罪（先祖の罪とも呼ばれる）によってもたらされると説明されてきた。
原罪とは、エデンの園でアダムが善悪を知る木の禁断の果実を食べて反逆したことから生じた人間の堕落である。パウロはローマ人への手紙5章12～19節でこれを支持しており、ヒッポのアウグスティヌスはこれを西洋で広め、これを「遺伝的罪」という概念に発展させ、神はアダムとエバのすべての子孫にアダムの反逆の罪の責任を負わせ、そのためすべての人は、個人的に実際に犯した罪とは別に、神の怒りと非難を受けるに値すると主張した。
全的堕落（「根本的腐敗」または「蔓延する堕落」とも呼ばれる）は、原罪の概念から派生したプロテスタントの神学教義である。これは、人間の堕落の結果として、この世に生まれたすべての人は、生来の堕落した性質の結果として罪に仕える奴隷となっており、神の抗いがたい、あるいは先行する 恩寵を除けば、神に従うこと、悪を避けること、あるいは差し出された救いの賜物を受け入れることを選択することが全くできないという教えである。これは、多くのプロテスタントの信仰告白や教理問答書によって様々な程度に支持されており、その中には、抗いがたい恩寵を教えるルーテル教会会議やカルヴァン主義の信仰告白や教理問答書も含まれる。メソジストなどのアルミニウス派も全的堕落を信じ、教えているが、先行する恩寵を教えるという明確な違いがある。

## 義化（義認）
キリスト教神学において、義化(英語版)とは、キリストの贖罪の犠牲を通して罪人を義人とすると同時に、罪の咎と罰を取り除く神の行為である。義化の手段は、カトリック、正教会、プロテスタントの間で大きな違いがある分野である。義認は、宗教改革の時代にカトリックとルーテル派、改革派プロテスタント(英語版)を分けた神学上の断層線であるとよく見なされる。
大まかに言えば、東方正教会とカトリックのキリスト教徒は、洗礼時に通常起こる最初の義化と、生涯をかけて神の意志を遂行しようと努力した後に達成される最終的な救済（聖化）を区別している。
聖化（テオーシス）は、東方正教会と東方典礼カトリック教会が教えるように、神に似たり神と一体になることを目的とする変容過程である。変容過程としての聖化は、カタルシス（心身の浄化）とテオリア(英語版)（神の「ビジョン」による「啓蒙」）の効果によってもたらされる。東方キリスト教の教えによれば、聖化はまさしく人間の人生の目的である。それは、人間の活動と神の創造されていないエネルギー（または活動）との相乗効果（または協力）によってのみ達成できると考えられている。同義語の神化は、神の恩寵、神の精神、またはキリストの贖罪の変容効果である。聖化と神化は、物体にも当てはまる「神聖化」、および文字通り「神格化」でもあるアポテオーシス(英語版)とは区別される。  
カトリック教徒は、慈善活動や善行に働く信仰（fides caritate formata）は、人間を義化したり、罪の重荷を取り除いたりできると信じている。罪の赦しは存在し、自然なことであるが、大罪によって義化は失われる可能性がある。
プロテスタントの教義では、罪は単に「隠され」、義が帰せられる。ルーテル派とカルヴァン派では、神からの義は、行いを伴わずに信仰のみによって罪人の口座に支払われるものとみなされる。プロテスタントは、キリストが罪人のために死んだので、行いを伴わない信仰は人を義とすることができると信じているが、良い木が良い実を結ぶように、本当に信仰を持つ人は誰でも信仰の産物として良い行いを生み出す。ルーテル派にとって、義化は信仰を失うことで失われる可能性がある。

## 贖罪
「贖罪」という言葉は、旧約聖書の中で、ヘブライ語のキプール（כיפור \ כִּפּוּר、kipúr、単数形）とキプーリム（כיפורים \ כִּפּוּרִים、kipurím 、複数形）を翻訳するためによく使われており、これらは「宥(なだ)め」または「償い」を意味する。英語の「atonement」は、「at-one-ment」（つまり、誰かと「一つになる」または調和する）という本来の意味から派生したものである。コリンズ英語辞典によると、贖罪は、神が（キリストを通して）世界を神と和解させるために与えた救いの働き、また、人が神と和解した状態を表すために使われている。オックスフォード・キリスト教辞典によれば、キリスト教神学における贖罪とは「キリストの犠牲的な死を通して人間が神と和解すること」である。
多くのキリスト教徒は無制限の贖罪を信じている。しかし、贖罪の主な恩恵は全人類に与えられるのではなく、信者だけに与えられるため、救済が予定されている人々に対する限定的な贖罪を教えるキリスト教徒もいる。

### 贖罪の理論
新約聖書の記述では、イエスの人物像と死を理解するために、多くの比喩（および旧約聖書の用語）と言及が使われてきた。紀元2世紀以降、イエスの死と復活、および新約聖書でイエスの死を理解するために使用された比喩を説明するために、贖罪に関するさまざまな理解が提示された。何世紀にもわたって、キリスト教徒はイエスがどのように人々を救うかについてさまざまな考えを抱いており、さまざまなキリスト教教派の中でさまざまな見解が今も存在している。聖書学者 C.マーヴィン・ペイトによると、「...初期の教会によると、キリストの贖罪には3つの側面がある。身代わりの贖罪 [身代わりの贖罪]、悪魔の終末論的な敗北 [ 勝利者キリスト ]、およびキリストの模倣 [ イエスの死と復活への参加 ] である。」ペイトはさらに、これら3つの側面は初期のキリスト教文献では絡み合っていたが、教父時代以降この絡み合いは失われたと指摘している。グスタフ・アウレンの1931年の『キリストの勝利』研究の影響により、新約聖書の文献以降に発展した贖罪のさまざまな理論や枠組みは、しばしば「古典的パラダイム」、「客観的パラダイム」、「主観的パラダイム」に分類される。

### 旧約聖書
ヘブライ語の文献では、神は絶対的に正義であり、純粋で罪のない人々だけが神に近づくことができるとされている。和解は神の行為、すなわち犠牲制度の制定によって達成される。または、預言的な見方では、「罪深いイスラエルが破った古い契約に代わる新しい契約の将来の神の賜物によって」。旧約聖書は、純粋さや罪のなさをもたらす3種類の身代わりの贖罪について説明している。それは、過ぎ越しの子羊、「犠牲制度全体」であり、贖罪の日が最も重要な要素である。そして、苦しむしもべ（イザヤ書42:1–9、49:1–6、50:4–11、52:13–53:12）の考え、「 『私たちの罪のために傷つけられ』、『多くの人の罪を負う』、神から遣わされた主のしもべの行為」 旧約聖書外典は、4番目の考え、すなわち正義の殉教者（マカバイ記第2章、マカバイ記第4章、知恵2–5章）を追加している。
これらの償いの伝統は一時的な赦ししか与えず、コルバン(英語版)（供物）は最も軽い罪、つまり罪であることを知らずに犯した罪を償う手段としてのみ使用できた。さらに、供物を捧げる人が供物を捧げる前に自分の行動を心から悔い改め、違反によって被害を受けた人に賠償しない限り、コルバンは償いの効果がなかった。 マーカス・ボーグ(英語版)は、第二神殿時代のユダヤ教における動物の犠牲は「罪の償い」ではなく、「神への贈り物として何かを神聖なものにする」という基本的な意味があり、神と食事を共にすることを含んでいたと指摘している。犠牲には、感謝、嘆願、浄化、和解など、多くの目的があった。それらのどれも「支払い、代償、満足」ではなく、「和解の犠牲でさえ関係を修復するためのものであった。」 ジェームズ・F・マクグラスは、マカバイ記第4章6節に言及し、「そこには殉教者が『あなたの民を憐れんでください。そして、私たちの罰で彼らに十分です。私の血で彼らを清め、私の命を彼らの命と交換してください』と祈る場面が描かれている（マカバイ記第4章6:28-29）。当時のユダヤ教には、贖罪の観点から義人の死を理解するのに役立つ考えが存在していたことは明らかである。」

### 新約聖書

#### エルサレム教会
1コリント15:3–8 には初期キリスト教徒のケリュグマ（宣教）が含まれている。
[3] わたしがあなたがたに伝えたのは、わたし自身が受け継いだ最も重要なことです。すなわち、キリストは聖書に書いてあるとおり、わたしたちの罪のために死んだこと、 [4] 葬られたこと、また、聖書に書いてあるとおり三日目に復活したこと、 [5] ケパに現れ、それから十二人に現れたこと、 [6] それから、五百人以上の兄弟姉妹に一度に現れました。そのうちの大半は今も生きていますが、すでに亡くなった人もいます。 [7] それから、ヤコブに現れ、それからすべての使徒に現れました。 [8] 最後に、月足らずで生まれた者のようなわたしにも現れました。— コリント人への第一の手紙 15:3–41
パウロがこの信条を授かったエルサレムの教会では、「私たちの罪のために死んだ」という表現は、聖書に記されているように、イエスの死が神の計画と目的の一部であることを弁明する根拠となったものと思われる。「私たちの罪のために死んだ」という表現は、イザヤ書、特にイザヤ書 53:1–11、とマカバイ記 第4章、特にマカバイ記第6:28–29に由来している。「三日目に復活した」はホセア書 6:1–2に由来している。
さあ、主のもとに帰ろう。

主は私たちを裂いて癒して下さり、
打ち倒して包んで下さる。
二日後には私たちを生き返らせ、
三日目には私たちをよみがえらせ、

主の前に生きさせて下さるであろう。」
イエスの死後まもなく、イエスの信奉者たちは、イエスが神によって死からよみがえらされ、神の「右」の主（キュリオス）として神聖な地位に高められたと信じた。これは「イエスを驚くべき方法で神と結びつける」ものである。フルタドによれば、強力な宗教的体験は、このキリスト信仰の出現に不可欠な要素であった。これらの体験には、「神の天国への（および／または昇天の）幻視が含まれ、その中で栄光を受けたキリストが高められた地位にいた」ようである。これらの体験は、聖書に反映されているように、神の救済目的の枠組みの中で、「敬虔で祈り深い聖書のテキストの探求と観想と、強力な宗教的体験の継続との間のダイナミックな相互作用」として解釈された。これにより、「ユダヤ教の一神教では前例のない新しい信仰のパターン」、すなわち、神に次いでイエスを崇拝するパターンが始まった。イエスの宣教活動とその結果は初期の信者に強い影響を与えたため、イエスに中心的な位置が与えられた。これらのビジョンを含む啓示だけでなく、霊感を受けた自発的な発言やユダヤ教の聖書の「カリスマ的な解釈」により、彼らはこの信仰が神によって命じられたものであると確信した。

#### パウロ
コリントの信徒への手紙一第15章3節から8節の宣教がパウロにとってどのような意味を持つのかは議論の余地があり、さまざまな解釈が可能である。パウロにとって、「私たちの罪のために死ぬ」ことはより深い意味を持ち、「トーラーとは別に罪深い異邦人の救済の根拠」を提供した。
伝統的に、このケリュグマ（宣教）は、イエスの死が罪の「償い」、身代金、または神をなだめる手段、あるいは人類の罪に対する神の怒りを償う手段であると解釈されている。イエスの死によって、人類はこの怒りから解放された。古典的なプロテスタントの理解では、人間はイエス・キリストへの信仰によってこの救済に参加する。この信仰は神から与えられた恵みであり、人々はイエス・キリストと彼への信仰を通して神によって義とされる。
1963年に発表された『パウロに関する新観点』(英語版)の前任研究者は、これらの解釈に関していくつかの懸念を提起した。伝統的な解釈では、パウロの救いの理解は「神と個人の関係の説明」を含むものとされている。クリステル・スタンダールによれば、イエスの役割と信仰による救いに関するパウロの著作の主な関心事は、罪深い人間の個人的な良心や、神に選ばれたかどうかについての彼らの疑いではなく、神の契約に異邦人（ギリシャ人）のトーラー遵守者を含めるという問題である。パウロはこの問題を解決するためにいくつかの解釈の枠組みを利用しているが、最も重要なのは彼自身の経験と理解である。 1コリント15:3-5のケリュグマ（宣教）は、2つの神話を指している。1つは、マカバイ神話の殉教と人々のために死ぬという概念に関連する、高貴な死者に関するギリシャ神話である。 2つ目は、迫害された賢者または正しい人に関するユダヤ神話で、特に「知恵の子の物語」である。パウロにとって、「死ぬ」という概念は、この殉教と迫害を指している。バートン・マックによると、「私たちの罪のために死ぬ」とは、忠実であるにもかかわらず、割礼を含む戒律を完全に守ることができず、したがって「罪人」であり、神の契約から除外されている異邦人のトーラー遵守者の問題を指している。ローマ人への手紙3章21節から26節に示されているように、イエスの死と復活は、神の契約から異邦人が排除されるという問題を解決した。
「パウロに関する新観点」(英語版)を提唱したE.P. サンダース(英語版)によれば、パウロは信者がイエスの死と復活にあずかることで救われると考えていた。しかし、「イエスの死は他人の死の代わりとなり、信者を罪と罪悪感から解放した」という比喩は、「古代の犠牲神学」に由来している。パウロの著作の本質は、罪の償いに関する「法的な用語」ではなく、「キリストと共に死に、共に復活することでキリストにあずかる」という行為にある。サンダースによれば、「キリストに洗礼を受けた者は、キリストの死に洗礼を受け、こうして罪の力から逃れる [...] キリストは、信者がキリストと共に死に、その結果としてキリストと共に生きるために死んだ」のである。ジェームズ・F・マクグラスは、パウロは「参加という表現を好んで使う。一人がすべての人のために死んだので、すべての人が死んだ（コリント人への手紙二 5:14）。これは代償とは異なるだけでなく、その反対である」と指摘している。キリストの死と復活への参加によって、「人は過去の罪の赦しを受け、罪の力から解放され、聖霊を受ける」。パウロは、救いは神の恵みによって得られると主張している。サンダーズによると、この主張は紀元前200年頃から紀元後200年までのユダヤ教と一致しており、 イスラエルとの神の契約は神の恵みの行為であると見なしていた。契約を維持するためには律法の遵守が必要であるが、契約は律法の遵守によって得られるものではなく、神の恵みによって得られるものである。
ローマ人への手紙3章25節」など、パウロのいくつかの聖句は、人類はキリストを信じることによって救われるという意味だと伝統的に解釈されている。「ピスティス・クリストウ論争」(英語版)を開始したリチャード・B・ヘイズ(英語版)によると、これらの聖句の別の読み方も可能である。ピスティス・クリストウという語句は、「キリストを信じる信仰」、つまりキリストを信じることによって救われる（伝統的な解釈）と訳されるか、「キリストの忠実さ」、つまり「イエス・キリストの忠実さを通しての」信仰と訳される。この見解では、コブによれば、パウロはイエスの生と死を贖罪ではなく、忠実さに参加するための手段とみなした。この解釈では、ローマ人への手紙3章21-26節は、イエスが死を犠牲にしても忠実であり、この忠実さのために神によって義とされたと述べている。この忠実さに参加する人々は、ユダヤ人と異邦人の両方で等しく神によって義とされる。この見解はさまざまな学者によって支持されているが、疑問視され批判もされている。

#### 福音書
福音書では、イエスは罪の悔い改めを呼びかけ、神は犠牲よりも慈悲を望んでいると語っている（マタイ9:13）。しかし、イエスは「多くの人の身代金として自分の命を差し出す」とも描かれており、イザヤ書53章の「苦しみの僕」の箇所を自分自身に当てはめている（ルカ22:37）。ヨハネによる福音書では、イエスは神の犠牲の子羊として描かれ、その死をペサハの過越しの子羊の犠牲と比較している。
キリスト教徒は、ルカによる福音書第4章16-22節に証言されているように、イエスはイザヤによって予言されていたと主張している。そこでは、イエスがイザヤの預言は自分に関するものであると語っていると描写されている。新約聖書は、マタイによる福音書第8章16-18節でイザヤ書第53章を明示的に引用し、イエスがこれらの預言の成就であることを示す。

### 古典的な枠組み
参照: ヒッポのアウグスティヌス、カイサリアのバシレイオス、ニュッサのグレゴリウス、グスタフ・アウレン(英語版)、リヨンのエイレナイオス、殉教者ユスティノス、オリゲネス
古典的なパラダイムは、新約聖書に見られるテーマを展開した初期の教父たちの伝統的な理解を伴う。

#### 悪魔への身代金
贖罪の身代金理論(英語版)、は、キリストが自らの命をサタンの身代金として捧げ、完全な者（イエス）の命を不完全な者（他の人間）の命と交換することで、人類を罪とサタン、そして死の奴隷状態から解放したとしている。この理論は、神が悪魔を欺き、そしてサタン、つまり死は、人間の堕落と受け継いだ罪により、来世で罪深い魂に対して「正当な権利」を持っているという考えを伴う。紀元1千年紀の間、贖罪の身代金理論は、東西キリスト教の両方で贖罪の支配的な比喩であったが、西洋ではアンセルムスの贖罪の満足理論(英語版)に取って代わられた。
欺きの考え方の 1 つのバージョンでは、サタンはイエスが死んだ後に彼の魂を奪おうとしたが、イエスは一度も罪を犯したことがなかったため、そうすることでサタンは権威を過度に拡大した。その結果、サタンは権威を完全に失い、すべての人類は自由を得た。別のバージョンでは、神はサタンと取引をし、イエスの魂をすべての人々の魂と交換することを申し出たが、取引の後、神はイエスを死から蘇らせ、サタンに何も残さなかった。他のバージョンでは、イエスの神性は人間の姿によって隠されていたため、サタンはイエスの神性がサタンの力を破壊することに気づかずにイエスの魂を奪おうとしたとされている。別のアイデアでは、イエスは罪を犯さない方法を教えるために来られ、これに怒ったサタンは彼の魂を奪おうとした。[出典が必要]
身代金理論を最初に明確に述べたのはエイレナイオス（ 130年頃～  202 年頃）で、彼はグノーシス主義を公然と批判していたが、二元論的な世界観からアイデアを借用した。この世界観では、人類は世界を創造した下位の神であるデミウルゴスの力の下にある。しかし、人間は真の神性の火花を内に秘めており、この神の火花のグノーシス（知識）によって解放される。この知識は、イエスの姿で世界に入った「至高の神の心そのもの」であるロゴスによって明らかにされる。しかし、ロゴスはデミウルゴスの力を簡単に無効にすることはできず、その正体を隠して物理的な形で現れ、それによってデミウルゴスを惑わし、人類を解放しなければならなかった。エイレナイオスの著作では、デミウルゴスは悪魔に置き換えられている。
オリゲネス（184-253）は、悪魔が人間に対して正当な権利を持っており、人間はキリストの血によって自由にされたという考えを提唱した。また、悪魔は人間の魂を支配できると考えて騙されているという考えも提唱した。
グスタフ・アウレン(英語版)は、その研究『キリストの勝利』（1931年）の中で、身代金理論を再解釈し、それをキリストの勝利の教義と呼び、キリストの死は悪魔への支払いではなく、人類を支配していた悪の力、特にサタンを打ち負かしたと主張した。ピュー（Ben Pugh）によると、「[アウレンの]時代以来、私たちはこれらの教父の考えを十字架を見るキリストの勝利の方法と呼んでいる。」

#### 再現理論
再現理論は、エイレナイオスによって初めて包括的に表現され、贖罪説と「手を携えて」進んできた。それによれば、キリストはアダムが失敗したところで成功し、アダムが犯した過ちを帳消しにし、人類との一体化により人類を道徳的完全性を含む永遠の生命へと導く。聖化（「神化」）は再現の「帰結」である。

### 客観的枠組み

#### 満足理論
主要記事:贖罪の満足理論（英語版）
11世紀、カンタベリーのアンセルムスは身代金説を否定し、贖罪の満足説を提唱した。彼は神を、人類の罪によって名誉を傷つけられた封建領主 として描いたとされている。この見解では、名誉の負債を返済することはできないため、人々はこれらの罪がもたらす神の罰からの救済を必要としていた。アンセルムスは、キリストはその生と死を通して神に限りなく敬意を表しており、キリストは人類が神に負っている負債を返済することができ、それによって神の名誉に対する侵害を満足させ、罰の必要性をなくすことができる、と主張した。アンセルムが満足説を提唱したとき、それはすぐにピエール・アベラール(英語版)によって批判された。

#### 刑罰の身代わり説
主要記事:刑罰代償説（英語版）
16世紀、プロテスタントの改革者たちは、アンセルムスの救済の満足理論を法的パラダイムの中で再解釈した。法制度では、犯罪には罰が必要であり、この必要性を回避するために満足を与えることはできなかった。彼らは、キリストが人々の罪の罰を身代わりとして引き受け、人々を罪に対する神の怒りから救うという、刑罰代償として知られる理論を提唱した。刑罰代償は、イエスが人々を過去の悪行に対する神の罰から救うというものである。しかし、この救済は自動的なものとして提示されているわけではない。むしろ、人はこの救済という無償の賜物を受け取るために信仰を持たなければならない。刑罰代償の見解では、救済は人間の努力や行為に依存しない。
救済の代償的救済パラダイムはプロテスタントの間で広く信じられており、彼らはそれをキリスト教の中心とみなすことが多い。しかし、それは広く批判も受けており、リベラル派のキリスト教徒からは非聖書的であり、神の愛に対する冒涜であるとして拒否されている。リチャード・ローアによると、「これらの理論は、預言者やイエスが説いた修復的正義ではなく、応報的正義に基づいている」。パウロに関する新観点の支持者も、代償的救済理論を支持していた使徒パウロの新約聖書の多くの手紙は、別の解釈をすべきだと 主張している。

#### 統治的贖罪
主要記事:贖罪の統治理論（英語版）
参照:ジョン・マイリー(英語版)とジョナサン・エドワーズ(英語版)
「統治による贖罪理論」は、キリストが人類のために苦しんだため、神は人類を罰することなく許し、神の正義を維持できると説く。これは伝統的に、主にヒューゴ・グロティウスの著作を参考にしたアルミニウス派で教えられている。

### 主観的枠組み

#### 道徳的変容
主要記事:贖罪の道徳的影響理論 (英語版)
「道徳的影響による贖罪理論」は、アベラール(英語版)（1079-1142）によって、アンセルムスの満足理論に代わるものとして開発、または最も顕著に広められた。アベラールは、「イエスの死を悪魔への身代金として支払うという考えを拒否した」だけでなく、悪魔をライバルの神に変えただけでなく、イエスの死が「神の名誉のために支払われた負債」であるという考えにも反対した。彼はまた、神の裁きを強調することや、罪人がイエスの犠牲的な死を受け入れた後に神が考えを変えたという考えにも反対した。これは、「完璧で無感動な神[は]変わることがない」という考えと簡単には調和しなかった。アベラールは、人間の神に対する認識を変えることに焦点を当てた。それは、神を怒ったり、厳しく批判的になったりするのではなく、愛に満ちた存在として見ることである。アベラールによれば、「イエスは神の愛の証明として死んだ」のである。その証明は、罪人たちの心を変え、神に立ち返らせることができるのである。
西方キリスト教のプロテスタント宗教改革の際、宗教改革者の大多数は、道徳的影響という贖罪観を強く拒絶し、名誉志向のアンセルムス的満足モデルを高度に法廷的に修正した刑罰的代償(英語版)を支持した。ファウスト・ソッツィーニの宗教改革派ソッツィーニは、道徳的影響という贖罪観を信奉し続けた。ソッツィーニ主義はユニテリアン主義の初期の形態であり、今日のユニテリアン教会は、現代の多くのリベラルプロテスタント神学者と同様に、道徳的影響という贖罪観を維持している。
18世紀には、道徳的影響観のさまざまなバージョンがドイツの神学者、特に啓蒙主義哲学者イマヌエル・カントの間で圧倒的な支持を得た。 19世紀と20世紀には、英国国教会、メソジスト教会、ルーテル教会、長老派教会のリベラルなプロテスタント思想家の間で人気があり、英国国教会の神学者ヘイスティングス・ラッシュダルもその一人です。過去100年間の多くの英国の神学作品は、道徳的影響による贖罪理論を主張し、普及させてきた。
宗教改革以来、リベラルプロテスタント（典型的には道徳的影響の見解をとる）と保守プロテスタント（典型的には刑罰的代償の見解をとる）の間には強い分裂が残っている。どちらの側も、自分たちの立場は聖書によって教えられていると信じている。

#### 道徳的模範理論
関連する理論である「道徳的模範理論」は、ファウスト・ソッツィーニ（1539-1604）が著書『イエス・キリストの奉仕者』（1578）で展開した。彼は「代理満足」という考えを否定した。ソッツィーニによれば、イエスの死は神への自己犠牲の完璧な例を示している。
多くの神学者は、贖罪の「実例」（または「模範」）理論を道徳的影響理論のバリエーションと見なしている。しかし、ウェイン・グルデムは、「道徳的影響理論では、キリストの死は神が私たちをどれほど愛しているかを教えてくれるが、模範理論では、キリストの死は私たちがどのように生きるべきかを教えてくれる」と主張している。グルデムは、ソッツィーニ派を模範理論の支持者としている。

### その他の理論

#### 抱擁理論
参照:神死論(英語版)
香港バプテスト大学宗教哲学科講師ドメニック・マルバニアングは、フリードリヒ・ニーチェの考えに倣い、神の自発的な自己犠牲を、人類の究極の罪の行為、すなわち神殺し、つまり神の殺害を究極的に受け入れ、十字架上で罪を帳消しにすることと捉えている。

#### 共有贖罪理論
南部バプテスト派の神学者デイビッド・ジェレミア(英語版)は、「共有された贖罪」理論では、贖罪はすべての人によって共有されるものとして語られていると書いている。すなわち、神は宇宙を支えている。したがって、イエスが人間の形をした神であったなら、イエスが死んだとき、全人類は彼とともに死に、イエスが死からよみがえったとき、全人類は彼とともによみがえったとされる。

### 異なる理論の互換性
神学者の中には、「贖罪に関する聖書のさまざまな理解は必ずしも矛盾するものではない」と主張する者もいる。 たとえば、改革派神学者J.I. パッカーは、「刑罰的代償は教会の主流かつ歴史的な見解であり、贖罪の本質的な意味である...しかし、刑罰的代償を中心に据えつつ」、「キリストの勝利と他の聖書的贖罪の見解は、キリストの働きの完全な全体像を提示するために一緒に機能することができる」とも主張している。 統治理論の観点から語るJ. ケネス グリダーは、統治理論は、身代金理論、「アベラール派の『道徳的影響』理論」の要素、贖罪の代理的側面など、「他の主要な贖罪理論で推進されている数多くの理解」をその中に組み込むことができると述べている。
英国国教会の神学者オリバー・チェイス・クイック(英語版)は、異なる理論は価値があると述べたが、特定の理論が完全に真実であるとは考えず、「イエス・キリストにおける神の愛の行為という根本的かつ基本的な考えから出発すれば、それぞれの理論が真実に本質的な貢献をしていることがわかる調和的な観点に到達できると思う。ただし、1つの理論、あるいは理論の数だけでは、その完全性を十分に表現することはできない」と述べた。
贖罪のいくつかのモデルは、当然互いに排他的であると主張する人もいる。たとえば、ジェームズ・F・マクグラスは、贖罪について次のように語っている。「パウロは、参加という表現を好んで使っている。一人がすべての人のために死んだのであり、すべての人が死んだのである（コリント人への手紙第二 5:14）。これは代償とは異なるだけでなく、その反対です。」同様に、マーク・M・マティソンは、その論文「贖罪の意味」の中で、「代償は「どちらか一方」を意味し、参加は「両方」を意味する。」と述べている。上で引用した J・ケネス・グリダーは、さまざまな贖罪モデルが統治理論と互換性があることを示しながらも、刑罰的代償と満足償罪の理論はどちらも統治理論と互換性がないとも述べている。

### 用語の混乱
贖罪について議論する際には、文脈によって用語の意味が異なることがあるため、混乱が生じることがある 。例えば、
- 代償的贖罪(英語版)は、刑罰的代償のみを指すために使用されることがあるが[122]、この用語には、刑罰的ではない他の贖罪モデルを含むより広い意味もある[123]。
- 刑罰的代償(英語版)は、一種の償いとして説明されることもあるが[web 24]、「償い」という用語は、主にアンセルムスの理論を指す専門用語として機能している[124]。
- 代償と刑罰のテーマは教父文学(英語版)（およびそれ以降の文学）の中に見られるが、改革派時代まで代償刑罰の意味で使われることはなかった[125]。
- 「代償」は、特定の贖罪理論（例えば、刑罰の代償）を指す可能性があるだけでなく、あまり専門的ではない意味で使用されることもある。例えば、「[イエスは、その死を通して]私たちが自分では決してできないことを私たちのためにしてくださった」という意味で使用される[126]。
- 「代償的贖罪」"vicarious atonement" という語句は、刑罰的代償(penal substitution) の同義語として使われることがあり、また、刑罰的代償以外の他の償罪理論を説明するために使われることもある[127][128]。異なる文脈で使用される様々な用語が何を指しているのかを理解するように注意する必要がある[129][130]。

## 東方キリスト教
参照:東方正教会、オリエント正教会(英語版)、東方典礼カトリック教会(英語版)、東方諸教会
東方キリスト教神学によれば、エイレナイオスの再現理論によって提唱された贖罪の理解に基づき、イエスの死は身代金である。これは、人類に手を差し伸べる愛に満ちた神との関係を回復し、神が望むような人間になるという 神化または神格化の可能性をもたらす。
東方正教と東方典礼カトリックでは、救済は、永遠の神の言葉が人間の本性を完全体として引き受けることによって、人間性そのものの再生に参加することとみなされている。西方神学の分派とは対照的に、東方正教のキリスト教徒は、犠牲行為で達成されるものに関して「償い」という言葉を使用する傾向がある。正教神学では、償いとは、捧げ物をする人を変えようとする捧げ物の行為である。「宥（なだ）め」と「償い」の両方として翻訳されている聖書のギリシャ語は、「ヒラスモス」（ヨハネ第一 2:2、4:10）で、「受け入れられるようにし、神に近づくことを可能にする」という意味である。したがって、正教会が強調するのは、キリストが死んだのは、怒り狂う復讐心に燃える父をなだめるためでも、罪人に対する神の怒りを避けるためでもなく、罪と死を打ち破り、その滅亡を確実にするためであり、それによって堕落し、霊的な束縛下にある者たちが、創造主が意図したとおり、神によって変容し、したがって完全に人間になるためである、ということである。つまり、人間は、そのエネルギーや活動においては神になるが、その本質やアイデンティティにおいては神にはならず、キリストのイメージ（像）に従い、神の似姿を取り戻すのである（神化を参照）。
さらに正教会は、人はキリストに従い、愛の行いだけでなく、様々な悲しみ、病気、不幸、失敗を忍耐強く耐えることによっても救いを確実にすると教えている。

## カトリック
参照:カトリック教会とカトリック神学(英語版)
カトリック教会は、十字架上のイエスの死は人間を救い、神と和解させる犠牲であると教えている。イエスの犠牲は、「父なる神自身からの贈り物であり、父は私たちを神と和解させるために御子を罪人たちに引き渡した」ものであり、「神の御子が人となられた捧げ物であり、自由と愛をもって聖霊を通して父に命を捧げ、私たちの不従順を償った」ものでもある。
カトリックの神学者は、救いを正当化（これは、注入された信仰と正義がどのように満たされるかに関係する）と聖化（これは、注入された慈愛と至福のビジョンで幸福になる能力に関係する）に分けて説明することが多く、一部の人は他の人たちよりもそれらの絡み合いを強調している。 カトリック神学はまた、救いは共同体的なものであると主張している。つまり、個人の救いは「他の人の救いと切り離せない」のである。
別の用法としては、「煉獄からの救済」（つまり、聖化に関連）があり、罪と罰からの救済（つまり、義化に関連）とは使われない。この用法はまれだが、カトリック教徒、プロテスタント、学術研究者に例が見られる。

### トレントの定義
キリストの贖罪の働きに関するカトリックの見解は、トレント公会議第6回会議で正式に発表された。公会議では、イエスは義認の恩寵に値すると述べられており、義化とは罪の赦しだけでなく、信仰、希望、慈愛の美徳をキリスト教徒に注入することである。義化されたキリスト教徒は、恩寵の状態にあると言われるが、この状態は、大罪を犯して罪の状態に入ると失われる。
トレント公会議で優勢だった見解は、「アンセルムスとアベラールの意見を組み合わせたもの」と評されている。カトリックの学者たちは、アベラールはイエスが単に道徳的に良い模範であると教えたのではなく、キリスト教徒は十字架上でのイエスの犠牲によって真に救われると教えたと指摘している。
キリスト教徒の道徳的変化は、単にキリストの模範と教えに従うことによる結果ではなく、イエスの犠牲によって得られた超自然的な賜物である。「一人の人の従順によって、多くの人が義とされる」からである。

### 恵みによる協力
最初の義認の恩恵はイエスの犠牲によってのみ得られるものであるが、カトリック教会は、義化されたキリスト教徒は神の恩恵に協力することで、義化の「増加」と永遠の命の獲得に値できると教えている。最終的な忍耐の恩恵は、義化されたキリスト教徒を死ぬまで恩恵の状態に保つとされる。
救済の実践的な方法は、教会博士であるアルフォンソ・リグオリ(英語版)によって次のように解説されている。
「...天国を得るためには、永遠の至福へと続く真っ直ぐな道を歩むことが必要です。この道とは、神の戒めを守ることです。そのため、バプテストは説教の中で「主の道を真っ直ぐにせよ」と叫びました。右にも左にも曲がることなく、常に主の道を歩むためには、適切な手段を講じる必要があります。これらの手段とは、第一に、自分自身への自信、第二に、神への信頼、第三に、誘惑への抵抗です。」—年間すべての日曜日の説教、説教III。待降節第3日曜日：救いに必要な手段について

### 神格化 (Divinization)
カトリック教会は東方キリスト教の神化信仰(英語版)を共有しており、「神の子は人間となり、我々は神となることができる」と教えている。しかし、神化されたキリスト教徒がそのエネルギーや活動において神になるという東方正教会の神化の概念とは対照的に、カトリック教会は神化の究極の目的は神化されたキリスト教徒が神の本質を見る至福のビジョンであると教えている。

### 死者の運命
カトリック教会は、キリスト教の普遍主義（つまり、すべての人またはほとんどの人が天国に行く）、二重予定説（つまり、一部の人、ほとんどの人、またはすべての人が罪と地獄に行く運命にある）、フィーニー主義(英語版)（つまり、非カトリック教徒および破門されたカトリック教徒は救われない）、または何人の人が天国または地獄に行くか（ほとんどの人、少数の人、または一部の人）を信じていない。しかし、教会は、最終的な悔い改めのない状態で死ぬこと、つまり死の瞬間に罪を悔い改めることを拒否し、その結果として永遠の罰を受けることは地獄につながると述べている。教会はまた、完全な状態（罪と罰がない状態）で死ぬと天国に行くと教えている。一方、原罪（罪ではなく、聖化の恩寵の欠如）または悔い改めた罪（大罪か小罪かにかかわらず）の状態で死ぬと煉獄に行き着きます。ただし、洗礼を受けていない罪深い魂が洗礼を受けるか、洗礼を受けた罪深い魂が病者の塗油と使徒的赦免を受ける場合は、魂は天国に行く。
| もし誰かが死んだら                                | 行くところは | 期間は                                |
| ------------------------------------------------- | ------------ | ------------------------------------- |
| 1. 原罪の有無にかかわらず、最終的な悔い改めが無い | 地獄         | 永遠                                  |
| 2. 原罪のみ                                       | 地獄         | 辺獄（Limbo）                         |
| 3. 原罪はないが、悔い改めの罪はある               | 煉獄         | 天国に行く前の一時的なもの（6番参照） |
| 4. 罪はないが一時的な罰がある                     | 煉獄         | 天国に行く前の一時的なもの（6番参照） |
| 5. 罪も罰もない                                   | 天国         | 永遠                                  |

### 宇宙の運命
カトリック神学における救済は、天使と人間だけではなく、全創造物に向けられている。宇宙の救済、すなわち悪から解放され、すべての善で満たされることは、最後の審判で宇宙が無条件に神格化されるように運命づけられているため、世界の終わりにもたらされる。人間と天使だけが神格化される運命にあり、それは彼らの自由意志による道徳的行動に基づいている。神格化によって、すべての創造物（悪魔と地獄に落ちた者を除く）は理解を超えて完全で幸福になる。なぜなら、すべてのものが神自身の完全性と幸福を共有するからである。この神格化は、最後の審判の前には得られず、経験も予見もできない。なぜなら、宇宙には無限に超自然的に完全で幸福なものはなく、有限で自然に完全または幸福なものだけがあるからである。それにもかかわらず、洗礼は永遠の命を味わう機会を与え、それは聖化の恩寵を通じて神格化の始まりであり、宇宙の将来の救済の約束である。天国での永遠の命は魂の神格化を伴い、最後の審判における普遍的な復活を通じて、神格化された魂は神格化されたその肉体と永久に再結合する。天国で神格化された魂は、その全自己（人格、想像力、知性、意志、良心、理性、美徳、自己イメージ、他者との関係など）で至福のビジョンを体験するが、神格化された肉体もまた、その全自己（五感、生命、活動、存在、動作、外見、才能、服装、必要性など）で至福のビジョンを体験し、その結果、肉体と魂の全体が救われ、すなわち神格化され、至福のビジョンを体験する。神格化の一環として、神格化された体はイエス自身の神格化された復活体のようになり、それは無感動（誘惑、罪、悪魔、不便、誤り、退屈、恐怖、苦しみ、死を含む悪に対する免疫）、繊細さ（時空の束縛からの自由、つまり聖人は変身、タイムトラベル、自然制御、テレポート、超人的な感覚と能力を持つことができる）、敏捷性（魂が神に従順であるのと同じように、魂に従順）、そして明晰さ（輝く美しさと5つの冠）を授かることを意味する。最後の審判により、悪魔は地獄の外で行動することが許されなくなり（誘惑や憑依など）、宇宙は悪から免れ、悪はもはや存在できなくなり、宇宙は考え得る最も理想的な楽園よりも無限に広大になる。

## プロテスタント
| プロテスタントの救済に関する信念                                                  |                                                                                     | | |
| この表は、プロテスタントの救済に関する3つの信仰の古典的な見解をまとめたものである |                                                                                     | | |
| トピック                                                                          | カルヴァン主義                                                                      | ルーテル派 | アルミニウス主義                                                                                                   |
| 人間の意志                                                                        | 全的堕落: 人類は「自由意志」を持っているが、 「変容」されるまでは罪の束縛下にある。 | 全的堕落: 人類は「財産や所有物」に関して自由意志を持っているが、本質的に罪深く、自らの救済に貢献することができない。 | 人類は必然性からの自由を持っているが、「先行する恩寵」によって可能とされない限り、「罪からの自由」は持っていない。 |
| 選び                                                                              | 無条件の選び。                                                                      | 無条件の選び。 | 予見される信仰または不信仰を考慮した条件付きの選び。                                                               |
| 義化と贖罪                                                                        | 信仰のみによる義認。贖罪の範囲に関する様々な見解。                                  | すべての人々に対する義認は、キリストの死によって完成され、信仰のみによって有効となる。                               | 義認はキリストの死を通してすべての人に可能となったが、イエスを信じる信仰を選んだときにのみ完了した。               |
| 変容                                                                              | 単独的 恩寵の手段を通じて、抵抗できない。                                           | 単独的, 恩寵の手段を通じて、抵抗可能。                                                                               | 相乗効果があり、自由意志という共通の恩恵により抵抗可能である。                                                     |
| 忍耐と背教                                                                        | 聖徒たちの忍耐: キリストにおいて永遠に選ばれた者は、必ず信仰を貫く。                | 堕落はあり得るが、神は福音の確信を与えて下さる。                                                                     | 変容の保持はキリストへの継続的な信仰を条件としており、最終的な背教の可能性もありうる。                             |

プロテスタントでは、恵みは神の主導の結果であり、行為を始めた者とは一切関係なく、誰も儀式、善行、苦行、瞑想を行うことで神の恵みに値することはない。大まかに言えば、プロテスタントは宗教改革の5つのソラエを支持しており、それは救いは「聖書のみ」に語られているように、「神の栄光のみ」を信じる「信仰のみ」によって、「キリストのみ」、「恵みのみ」によって達成されると宣言している。ほとんどのプロテスタントは、救いは神の恵みのみによって達成され、ひとたび人が救われると、善行がその結果となり、善行がしばしば救いの象徴として機能すると信じている。ルーテル派や改革派など一部のプロテスタントは、これは神が恵みのみによって救い、行為は救いの恵みの必然的な結果として続くという意味であると理解している。メソジスト（および他のアルミニウス派）などの他の信徒は、救いは信仰のみによるが、継続的な信仰とそこから自然に生じる行為が伴わなければ救いは失われる可能性があると信じている。また、救いは行為に一切関係なく信仰のみによって達成されると固く信じている者もいる（以下の「その他および自由恩寵の神学」を参照）。

### ルーテル派
ルーテル派は、キリストが死と復活を通してすべての罪人のために義と償いを成し遂げたと信じている。ルーテル派の教会は、これが聖書の中心的なメッセージであり、教会の存在そのものがそれに依存していると考えている。ルーテル派では、これはあらゆる人種、あらゆる社会的階層、あらゆる時代、あらゆる場所の人々に関係するメッセージである。なぜなら、「一つの罪過によってすべての人が罪に定められる」からである（ローマ人への手紙 5:18）。すべての人は神の前で罪の赦しを必要としており、聖書はすべての人が義とされたと宣言している。「一つの義の行為によって義と認められ、すべての人が命を得る」からである（ローマ人への手紙 5:18）。
ルーテル派は、個人がこの赦しと救済という無償の賜物を自分の行いに基づいてではなく、信仰（信仰のみ）を通じてのみ受け取ると教えている：
あなたがたが救われたのは、恵みにより、信仰によるのです。これは、自分自身から出たものではなく、神からの賜物です。行いによるのではありません。だれも誇ることのないためです。—Ephesians 2:8,9エペソ 2:8-9
救いに至る信仰とは、福音の約束を知り、受け入れ、信頼することである。 信仰自体も神の賜物であり、聖霊の働きによって言葉と洗礼を通してキリスト教徒の心に創造されるものと見なされている。信仰は救いの賜物を受け取る手段と見なされており、救いをもたらすものではない。したがって、ルーテル派は現代の福音主義者の間で一般的な「決断の神学」を拒否している。

### カルヴァン主義
カルヴァン主義者は、世界の創造以前に選ばれた者たちが予定されていたと信じている。選ばれた者たちは皆、神が彼らを堕落から守ってくれるので、必然的に信仰を貫く。カルヴァン主義者は、救済の教義にはカルヴァン主義の 5 つの原則が含まれると理解しており、これは通常、英語で「TULIP」という頭文字をとって構成されている。
- 「全的堕落」は「全的無能」とも呼ばれ、人間が罪に陥った結果、この世に生まれたすべての人は罪に仕える奴隷になっていると主張する。人は生まれつき全身全霊で神を愛する傾向はなく、むしろ隣人よりも自分の利益を優先し、神の支配を拒否する傾向がある。したがって、すべての人は自分の能力では神に従い救われることを選択できない。なぜなら、自分の本性からそうすることを望まないからである。（この文脈における「全的」という用語は、罪が人のあらゆる部分に影響を与えることを指し、すべての人が可能な限り邪悪であるという意味ではない。）[204]この教義は、アウグスティヌスの原罪の説明に由来する。
- 「無条件の選び」は、神がご自身のもとに導く人々を、その人々の予見された美徳、功績、または信仰に基づいてではなく、むしろ無条件に神の慈悲のみに基づいて永遠から選んでおられると主張します。神は永遠から、選ばれた人々に慈悲を与え、選ばれなかった人々には慈悲を与えないことを選んでおられます。選ばれた人々はキリストのみを通して救いを受けます。選ばれなかった人々は、神に対する罪にふさわしい正当な怒りを受けます[web 32]
- 「限定的贖罪」は「個別的贖罪」または「限定的贖罪」とも呼ばれ、イエスの代償的贖罪はその目的と達成において明確かつ確実であったと主張している。これは、イエスの死によって選ばれた者の罪だけが償われたことを意味する。しかし、カルヴァン主義者は、贖罪の価値や力が限られているとは信じておらず、むしろ、贖罪は一部の者を対象としており、全員を対象としていないという意味で限られていると考えている。したがって、カルヴァン主義者は、贖罪は全員に十分であり、選ばれた者には効果的であると考えている[web 33]。この教義は、救済における神の主権というカルヴァン主義の概念と、贖罪の本質に関する彼らの理解に基づいている。
- 「抵抗できない恵み」は「有効な恵み」とも呼ばれ、神の救いの恵みは、神が救おうと決めた人々（つまり、選ばれた人々）に効果的に適用され、神のタイミングで、福音の呼びかけに従うことへの抵抗を克服し、彼らを救いの信仰に導くと主張しています。これは、神が主権的に誰かを救おうと決意したとき、その人は確実に救われることを意味します。この教義では、神の聖霊のこの意図的な影響は抵抗できないが、聖霊は「選ばれた罪人が協力し、信じ、悔い改め、自由に喜んでキリストのもとに来るように恵み深く導く」とされています[web 34]。
- 「聖徒の堅忍」あるいは「聖徒の保持」は、神は主権者であり、神の意志は人間や他の何物によっても妨げられないので、神がご自身との交わりに招いた人々は最後まで信仰を持ち続けると主張しています。一見すると堕落した人々は、そもそも真の信仰を持っていなかったか、戻ってくるかのどちらかです。「聖徒」という言葉は、神によって区別されたすべての人々を指し、例外的に聖なる人々 、列聖された人々 、天国にいる人々だけに使われるのではありません[205]。

### アルミニウス主義
アルミニウス派の救済論は、メソジスト教会などのキリスト教宗派が唱えているもので、オランダ改革派の神学者ヤコブス・アルミニウス(1560–1609)の神学的考えに基づいています。カルヴァン派と同様に、アルミニウス派は、すべての人が罪を犯して生まれ、救済を必要としていることに同意しています。古典的なアルミニウス派は、神の無償の恩寵 (または先行恩寵) により、人間はキリストを通して提供される救済に自由に応答したり拒否したりできると強調しています。古典的なアルミニウス派は、キリストとの救済関係は信仰に条件付けられており、したがって、人は不信心を続けることでキリストとの救済関係を断ち切ることができると信じています。「信者とキリストの関係は、過去の決断、行為、または経験の取り消し不可能な結果として存在する静的な関係ではありません。」
アルミニウスの信奉者たちが1610年にまとめた五箇条の抗議文は、(I) 条件付きの選び、(II) 無制限の償い、(III) 全的堕落、(IV) 全的堕落と抵抗可能な恩寵、(V) 棄教の可能性に関する信条を述べている。しかし、五箇条は聖徒の堅忍を完全に否定したわけではない。アルミニウスは「私は真の信者が信仰から脱落するとは教えたことはないが、私にはこの様相を帯びているように思える聖書の箇所があることは隠さない。そして、私が見ることを許されたそれらの答えは、私の理解する限りすべての点で認められるような類のものではない」と述べた。さらに、抗議文の本文には、信者は誰もキリストの手から引き離すことはできず、脱落、つまり「救いの喪失」の問題は、確信を持って教えることができるようになる前にさらなる研究が必要であると書かれている。

### メソジスト
参照:ウェスレー派神学 §救済(英語版)
メソディズム(英語版)は、キリストの勝利や道徳的影響理論と結びついているものの、代償的贖罪(英語版)の伝統に完全に属している。メソディズムはまた、贖罪における参加性を強調しており、メソジストの信者は、キリストが人類のために死ぬのと同じように、霊的にキリストと共に死ぬ。
メソジストは信仰による義認の教義を肯定するが、ウェスレー派神学では、義認とは「赦免、罪の許し」を指し、「実際に正しく義とされる」ことではなく、メソジストは聖化(sanctification)によって達成されると信じている。メソジスト教会の創設者であるジョン・ウェスレーは、十戒に含まれる道徳律を守ること、および敬虔な行為や慈悲の行為に従事することが「私たちの聖化に不可欠」であると教えた。
メソジスト派の救済論は、救済における神聖性の追求の重要性を強調している。この概念は、メソジスト派の伝道師フィービー・パーマーの言葉に最もよく要約されている。彼女は「私が神聖であることを拒否していたら、義認は私で終わっていただろう」と述べた。したがって、メソジスト派にとって、「真の信仰は...行為なしには存続できない」。
「信仰は神と意味のある関係を築くために不可欠ですが、神との関係は、人々、コミュニティ、そして創造物自体への配慮を通しても形作られます。」メソジスト派は、ホーリネス運動を含め、「義認は従順と聖化の進歩を条件とする」と教えています。「信仰に至るだけでなく、信仰にとどまるためにキリストに深く頼ること」を強調しています。

### 自由恩寵神学
自由恩寵神学(英語版)を信じる人もいる。彼らは、人々は自由意志を使って、主イエス・キリストへの信仰のみによる恩寵によって、義と天国での永遠の命を与えられると信じている。救われた人は、神を信じた瞬間に永遠の命を約束されたと信じているため、救われたら永遠に救われる。彼らは、人が善行によって救われるとは信じておらず、善行が救いの証拠として自動的に続くとも教えていないことに注意することが重要である。救われた後、クリスチャンは失われた人々にイエス・キリストの福音を説き、イエス・キリストの良い証しとして、そして父なる神を喜ばせるために良い生活を送るように教えられている。ここでの信念は、善行をすれば信者は天国の宝物と地上の祝福を得るが、罪を犯したり悪い行いをしたりすると、神からの地上の罰、信仰の子供たちに対する愛ある父からの懲罰を招くというものである。人はいつでも救いを失うことはないと彼らは信じていることは注目に値する。

### アナバプテスト
メノナイト派などのアナバプテスト派は次のように教えている。
...私たちは信仰を通して恵みによって救われる。しかし、真の信仰は悔い改めと人生の変革の始まりに繋がらなければならないと私たちは言う。私たちの真の信仰がキリスト中心の生活に表れるまで、救いは完全には実現しない。メノナイト派は、救いは神との個人的な関係だけではなく、お互いの共同体的な関係でもあることに同意する傾向がある。私たちは一緒に生きることで救いを体験する。
イエスに従うことと十戒を厳格に守ること、そして互いに愛し合い、他者と平和に暮らすことは、「救われた者の特徴」と見なされている。

### 普遍主義
参照:キリスト教普遍主義の歴史(英語版)
キリスト教の普遍主義とは、すべての人々が最終的に神と和解するという教義または信念である。普遍的救済という考えの魅力は、地獄の問題の認識に関連している可能性があり、地獄での無限の意識的な苦痛などの考えに反対しているが、煉獄の状態と同様の有限の罰の期間も含まれる可能性がある。普遍的和解の信者は、ある種の本当の「地獄」が存在するかもしれないが、それは無限の苦しみの場所でも、人間の魂が正当な量の神の懲罰に耐えた後に最終的に「消滅」する場所でもないという見解を支持するかもしれない。

### 復古主義

#### チャーチズ・オブ・クライスト
チャーチ・オブ・クライスト(英語版)は救済の理解において強く反カルヴァン主義的であり、一般的に改宗を「感情的な、聖霊による改宗の結果ではなく、福音の宣言された事実への服従」と表現している。チャーチ・オブ・クライストの中には、責任ある年齢の人間は罪のせいで失われたという見解を持つものもある。これらの失われた魂は、神の子であるイエス・キリストが自らを贖いの犠牲として捧げたので救済されることができる。善悪を理解し、意識的に両者を選択するには幼すぎる子供は、罪がないと信じられている。これが起こる年齢は、一般的に13歳前後であると信じられている。
1960年代から、多くの説教者は、新約聖書の戒めや例をすべて実践することだけに焦点を当てるのではなく、救いにおける恵みの役割に重点を置くようになった。
チャーチ・オブ・クライストは、信仰と悔い改めは必要であり、罪の清めは神の恵みによるキリストの血によるものであるため、洗礼は本質的に贖いの儀式ではないと主張している。ある著者は、信仰と洗礼の関係を次のように説明している。「信仰は人が神の子である理由である。洗礼は人がキリストに組み込まれ、神の子となる時である」（強調は出典による）。洗礼は、救いを獲得する「行為」ではなく、信仰と悔い改めの告白的表現として理解されている。

## その他の教派

### 新教会（スウェデンボルグ派）
エマヌエル・スウェデンボルグ（1688-1772）が説明した新教会(英語版)の教義によれば、一般に理解されているような身代わりの贖罪は存在しない。スウェデンボルグの贖罪の説明は、キリストの死を人類を支配していた悪の勢力を打ち負かす手段とみなす、キリスト教の贖罪理解を指す「キリストの勝利の教義」と多くの共通点がある。これは教父たちに遡る贖罪のモデルであり、関連する身代金理論とともに、千年にわたって贖罪の支配的な理論であった。

### エホバの証人
主要記事:エホバの証人と救済(英語版)
エホバの証人によれば、罪の償いはイエス・キリストの生涯、宣教、そして死を通してのみ実現する。彼らはイエスが「第二のアダム」であり、罪のない神の子として存在し、イスラエルの救世主となったと信じており、アダムの罪を解消するために来たとしている。
証人たちは、神がアダムとその子孫に下した死刑判決は、完全な人間の同等の代償、すなわち贖いの犠牲を必要としたと信じている。彼らは、救いはイエスの贖いの犠牲を通してのみ可能であり、個人は罪を悔い改め、イエスを通して神の名を呼ぶまで神と和解することはできないと信じている。救いは神からの無償の賜物であると説明されているが、王としてのキリストへの服従と、信仰によって促される洗礼、罪の告白、伝道、神の王国の促進などの善行なしには達成できないと言われている。彼らの教えによれば、これらの善行は信仰が本物であることを証明する。「福音を宣べ伝えること」は、説教する者と説教される者の両方にとって救いに必要な行為の一つであると言われている。彼らは、エホバの証人が神の神権組織であると信じ、その一員として神に仕えることによって、「終わりの日」の人々は「救われる」ことができると信じている。

### 末日聖徒イエス・キリスト教会
末日聖徒イエス・キリスト教会は、イエス・キリストの贖罪は無限定であり、「救済の計画」とも呼ばれる「贖罪の計画」を可能にする中心原則であると教えている。モルモン書の中で、預言者アミュレク(英語版)は「大いなる最後の犠牲は神の子であり、まことに無限で永遠のものである。こうして彼は、その名を信じるすべての人に救いをもたらすであろう」と教えている。救済には条件付きと無条件の2つの部分がある。無条件の救済とは、イエス・キリストの贖罪によって全人類が死の鎖から贖われ、完全な肉体に復活することを意味する。義人の条件付き救済は、福音の原則への厳格な服従と相まって恵みによってもたらされ、その中で最高の基準を守り、神の聖約と儀式に従う人々は最高の天国を受け継ぐ。幼児洗礼は必要とされない。キリストの贖罪は、アダムの堕落の結果である乳児、幼児、そして自己責任年齢に達する前に死んだ無垢な知的能力を持つ人々の霊的死を完全に解決した。したがって、これらすべては復活において永遠の命に復活する。しかし、神によって自分の行動に責任があるとみなされた人々には洗礼が必要である（モロナイ8：10–22）。

### ワンネス・ペンテコステ派
ペンテコステ派(英語版)は、イエス・キリストを信じることによって救いが得られると信じている。彼らの神学によれば、この救いの信仰は単なる精神的な同意、知的受容、または口頭での告白以上のもので、悔い改め、イエスの名による水の洗礼、そして異言(英語版)を話すという証拠を伴う聖霊の洗礼によって示される従順を含まなければならない。
先頭に戻る